# Анациклические стихи
Анациклические стихи (от греч. ἀνά — вверх, против и κύκλος — круг, цикл) — вид стихов, которые не теряют смысла при прочтении от конца к началу. Также называют «сотадические» по имени древнегреческого поэта Сотада (III в. до н. э.), писавшего стихи непристойного содержания. Именно он ввёл сотадей — вид палиндрома, а некоторые исследователи приписывают Сотаду создание палиндромов.
Впервые стихотворения встречаются в греческих и латинских антологиях. Разновидности:
- Одна и та же мысль «Хочу тебя любить, любить тебя хочу»;
- Противоположный смысл: «Иезуитов люблю, не нарушу данное слово» — читается как «Слово данное нарушу, не люблю иезуитов».

Стихотворение читается назад и вперёд не по буквам (символам), как палиндром, а по словам. При этом важно, чтобы сохранялась рифмовка и порядок.
«Жестоко — раздумье. Ночное молчанье
Качает виденья былого,
Мерцанье встречает улыбки сурово.
Страданье -
Глубоко — глубоко!
Страданье сурово улыбки встречает…
Мерцанье былого — виденья качает…
Молчанье, ночное раздумье, — жестоко!»
(В. Брюсов)
Анациклическим может быть не всё стихотворение, а отдельные слова:
«Сошёл на землю мир,
Раскованы рабы.
Москва есть третий Рим,
Четвёртому не быть».